# University of London Press
La University of London Press és l'editorial universitària de la Universitat de Londres, al Regne Unit. Fou fundada el 1948 com a Athlone Press, en honor d'Alexander Cambridge, 1r comte d'Athlone, el rector de la universitat en aquell temps.
A la dècada del 1970, el dèficit de l'editorial (de l'ordre de 30.000 a 50.000 lliures esterlines anuals) feu que la universitat decidís tancar-la o prescindir-ne. Malgrat els esforços per defensar-la, el 1978/1979 fou adquirida per Bemrose, el 1981 per Brian Southam i el 2001 pel Continuum Publishing Group. Després de quatre dècades sense una editorial universitària pròpia, el 2019, la universitat la refundà amb el nom de University of London Press, aquesta vegada seguint el paradigma d'accés obert.